# Пію бурий
Пію бурий (Synallaxis macconnelli) — вид горобцеподібних птахів родини горнерових (Furnariidae). Мешкає в Південній Америці.

## Опис
Довжина птаха становить 15-17 см, вага 18-20 г. Крила, лоб і тім'я каштанові, спина і хвіст сірувато-коричневі, обличчя і нижня частина тіла сірі. Дзьоб вузький, на кінці дещо вигнутий.

## Підвиди
Виділяють два підвиди:
- S. m. macconnelli Chubb, C, 1919 — південно-східна Венесуела (Болівар і південь Амазонасу) і північна Бразилія (гори Паріма і Небліна);
- S. m. obscurior Todd, 1948 — Суринам, Французька Гвіана і крайня північ Бразилії (Амапа).

## Поширення і екологія
Бурі пію мешкають у Венесуелі, Гаяні, Французькій Гвіані, Суринамі і Бразилії. Вони живуть в тепуях, у вологих рівнинних і гірських тропічних лісах. Зустрічаються на висоті від 1000 до 1900 м над рівнем моря.